# Sol Goode
Sol Goode è un film del 2001 diretto da Danny Comden.
Il film segue la storia di Sol Goode, un carismatico ventenne di Los Angeles sempre dipendente dal suo incanto. La fortuna di Sol Goode termina con il perdere il suo appartamento, la sua auto e con la necessità di dover cercare un vero lavoro. Il film è interpretato da Balthazar Getty, Katharine Towne, Jamie Kennedy, Danny Comden stesso e Cheri Oteri. Nella pellicola appaiono inoltre diverse personalità famose in semplici cameo; tra gli altri Jared Leto, Carmen Electra, Jason Bateman e Shannon Leto.